# Larry David
Lawrence Eugene David, detto Larry (New York, 2 luglio 1947), è un attore, sceneggiatore, produttore cinematografico e comico statunitense.
In tutta la sua carriera è stato candidato a 27 Emmy Awards e 3 Golden Globes, vincendo nel 2010 il Laurel Award for TV Writing Achievement. È stato votato come la 23a più grande star della commedia di tutti i tempi in un sondaggio britannico del 2004 per selezionare il "Comico dei Comici".
David è particolarmente noto per essere stato il co-creatore della sit-com Seinfeld, nonché sceneggiatore e produttore di molti episodi della stessa, e per essere il creatore e protagonista della serie Curb Your Enthusiasm. 

## Biografia
Figlio di Rose e Morty David, ha un fratello maggiore di nome Ken. Si laurea in storia all'Università del Maryland, College Park, durante gli anni del college comprende di avere una passione per la comicità. Agli inizi della sua carriera da autore comico e di cabarettista (iniziò ad esibirsi dal vivo però solo a 30 anni inoltrati) svolge vari lavori, come il negoziante, l'autista di limousine e il riparatore di televisori.
All'inizio degli anni ottanta diventa uno degli autori degli sketch del Saturday Night Live per una stagione, ma la vera svolta arriva con la co-creazione assieme al comico Jerry Seinfeld della fortunata sit-com Seinfeld, enorme successo di critica e di pubblico, che ha portato la sit-com ad essere rinnovata per ben 9 stagioni. Finita Seinfeld, nel 1999 David scrive, produce ed interpreta la serie televisiva Curb Your Enthusiasm, una serie comica in cui David racconta la propria vita di tutti i giorni in maniera semi-romanzata, anche questo progetto si rivela un grande successo di pubblico e critica, tanto da raggiungere le 12 stagioni.
Nel 2009 Woody Allen lo vuole come protagonista del suo film Basta che funzioni, in cui recita al fianco di Evan Rachel Wood e Patricia Clarkson; Allen aveva già diretto David nei film Radio Days (1987) e New York Stories (1989). David ha citato Mel Brooks, Phil Silvers, Gianni e Pinotto, Jackie Mason, Alan King, Don Rickles e lo stesso Woody Allen come i comici che maggiormente lo hanno influenzato a livello artistico.

## Vita privata
È stato sposato dal 1993 al 2007 con la produttrice Laurie Lennard con la quale ha avuto due figlie: Cazzie (1994) e Romy (1996). Dal 2020 è sposato con la produttrice Ashley Underwood.

## Filmografia

### Attore

#### Cinema
- Second Thoughts, (1983)
- Can She Bake a Cherry Pie?, (1983)
- Radio Days, regia di Woody Allen (1987)
- New York Stories, episodio Edipo relitto (Oedipus Wrecks) diretto da Woody Allen (1989)
- Vino amaro (Sour Grapes), (1998)
- Basta che funzioni (Whatever Works), regia di Woody Allen (2009)
- I tre marmittoni (The Three Stooges), regia di Peter e Bobby Farrelly (2012)

#### Televisione
- Fridays (1980-1982) - Serie TV
- Saturday Night Live (6 episodi, 1984-1985) - Serie TV
- Seinfeld (1991-1998) - Serie TV
- Le idee esplosive di Nathan Flomm (Clear History) – film TV, regia di Greg Mottola (2013)
- Curb Your Enthusiasm (2000-2024) - Serie TV

### Sceneggiatore
- Fridays (1980-1982) - Serie TV
- Saturday Night Live (1984-1985) - Serie TV
- Norman's Corner (1987) - Film TV
- Vino amaro (Sour Grapes), (1998)
- Seinfeld (1989-1998) - Serie TV
- Curb Your Enthusiasm (2000-2024) - Serie TV
- Le idee esplosive di Nathan Flomm (Clear History) – film TV, regia di Greg Mottola (2013)

### Produttore
- Hearts and Diamonds (1984)
- Seinfeld (1989-1998) - Serie TV
- Curb Your Enthusiasm (2000-2024) - Serie TV
- L'invidia del mio migliore amico (Envy) (2004)
- Le idee esplosive di Nathan Flomm (Clear History) – film TV, regia di Greg Mottola (2013)

### Regista
- Vino amaro (Sour Grapes), (1998)

## Doppiatori italiani
- Stefano De Sando in Curb Your Enthusiasm, Le idee esplosive di Nathan Flomm
- Dario Penne in Seinfeld
- Luca Biagini in Basta che funzioni
- Gerolamo Alchieri in I tre marmittoni
- Renato Cortesi in Hannah Montana